# 神奈川県道508号厚木城山線

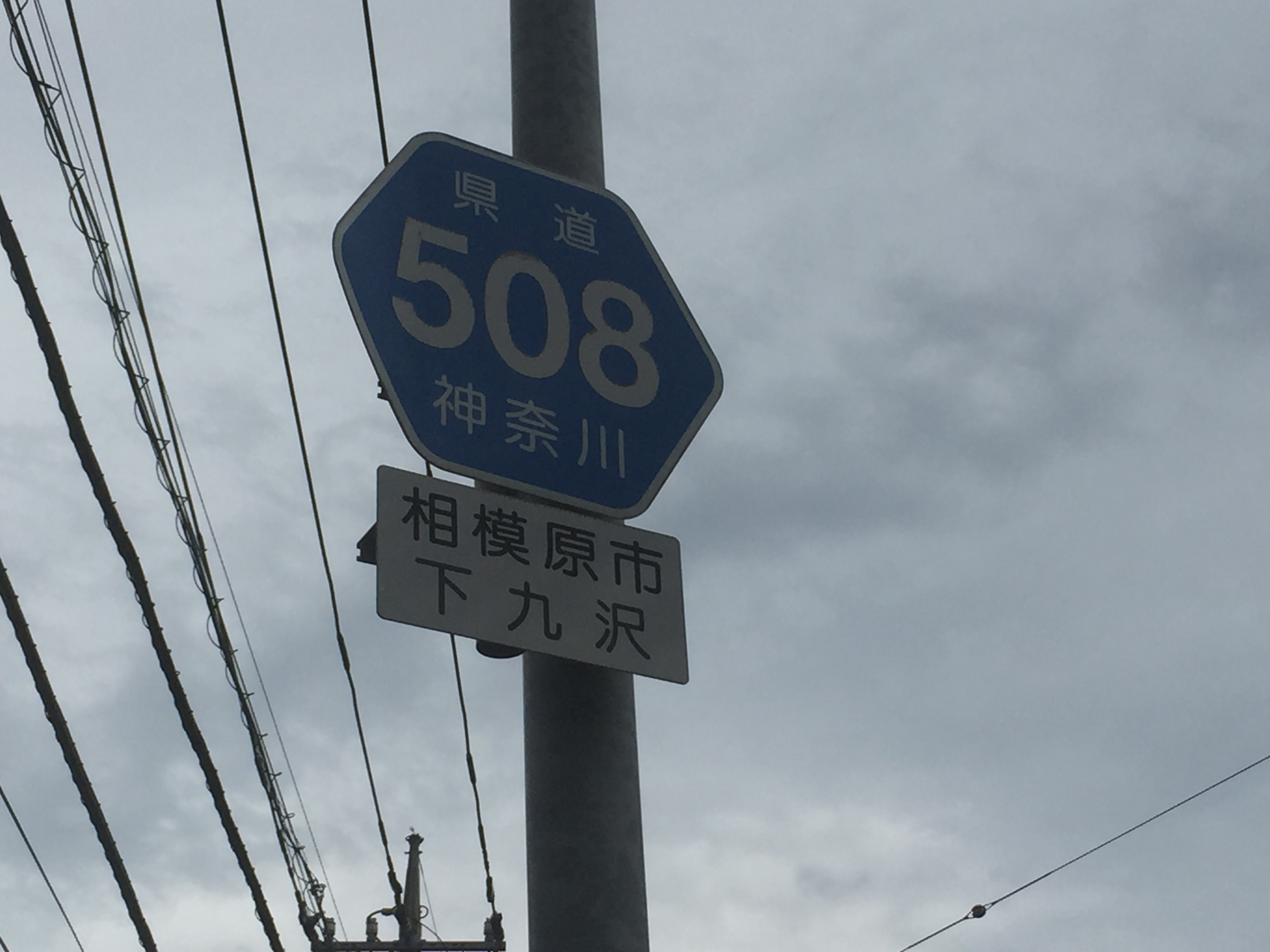
県道番号標示（相模原市緑区下九沢）

神奈川県道508号厚木城山線（かながわけんどう508ごう あつぎしろやません）は、神奈川県厚木市から相模原市に至る県道（一般県道）である。作の口交差点以南は、旧国道129号線にあたる。

## 概要
- 陸上距離：13.5km
- 起点：神奈川県厚木市山際（国道129号）
- 終点：神奈川県相模原市緑区谷ヶ原（国道413号）
- Google マップ

## 路線状況

### 重複区間
- 神奈川県道52号相模原町田線
  - 昭和橋交差点（県道52号起点） - 下当麻交差点
- 神奈川県道63号相模原大磯線
  - 九沢橋交差点 - 塚場交差点
- 神奈川県道46号相模原茅ヶ崎線
  - 田尻交差点 - 上溝交差点（県道46号起点）

## 地理

### 通過する自治体
- 神奈川県
  - 厚木市 - 相模原市（南区 - 中央区 - 緑区）

### 交差する道路
- 国道129号（厚木市山際・相模原市田名・相模原市上溝）
- 神奈川県道511号太井上依知線（厚木市上依知）
- 神奈川県道48号鍛冶谷相模原線：昭和橋交差点（相模原市南区当麻）
- 神奈川県道52号相模原町田線：昭和橋交差点 - 下当麻交差点（相模原市南区当麻）
- 神奈川県道46号相模原茅ヶ崎線：田尻交差点 - 上溝交差点（相模原市中央区上溝）
- 神奈川県道57号相模原大蔵町線：上溝本町交差点（相模原市中央区上溝）
- 神奈川県道54号相模原愛川線：上溝交差点（相模原市中央区上溝）
- 神奈川県道503号相模原立川線：上溝交差点（相模原市中央区上溝）
- 神奈川県道63号相模原大磯線：九沢橋交差点 - 塚場交差点（相模原市中央区下九沢）
- 津久井広域道路：向原東側交差点（相模原市緑区川尻）
- 国道413号（相模原市緑区谷ヶ原）

### 周辺の主な川
- 相模川（昭和橋：厚木市 - 相模原市）

## 沿線

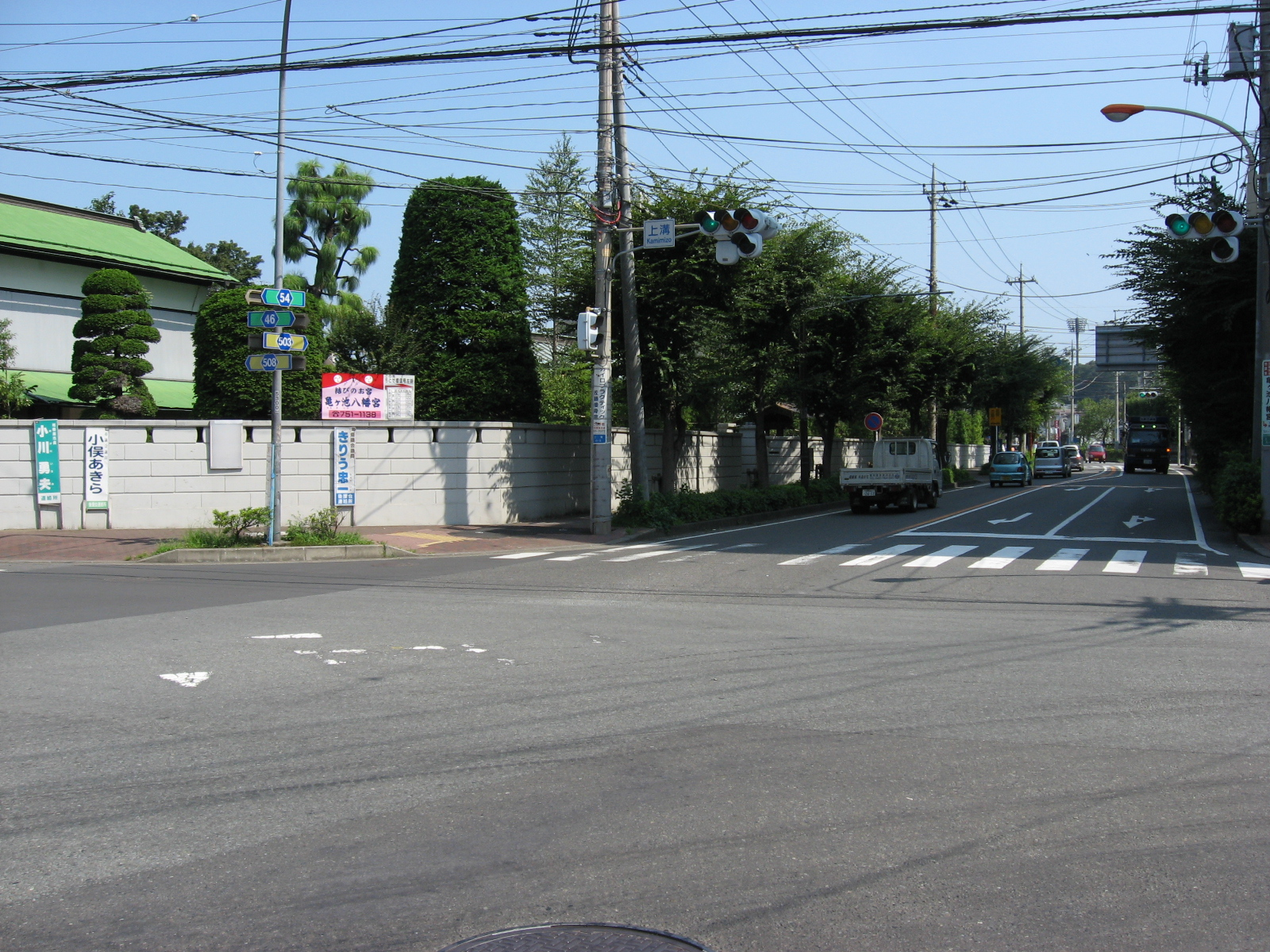
上溝交差点。右が起点方向（県道46号との重複）、左が終点方向。
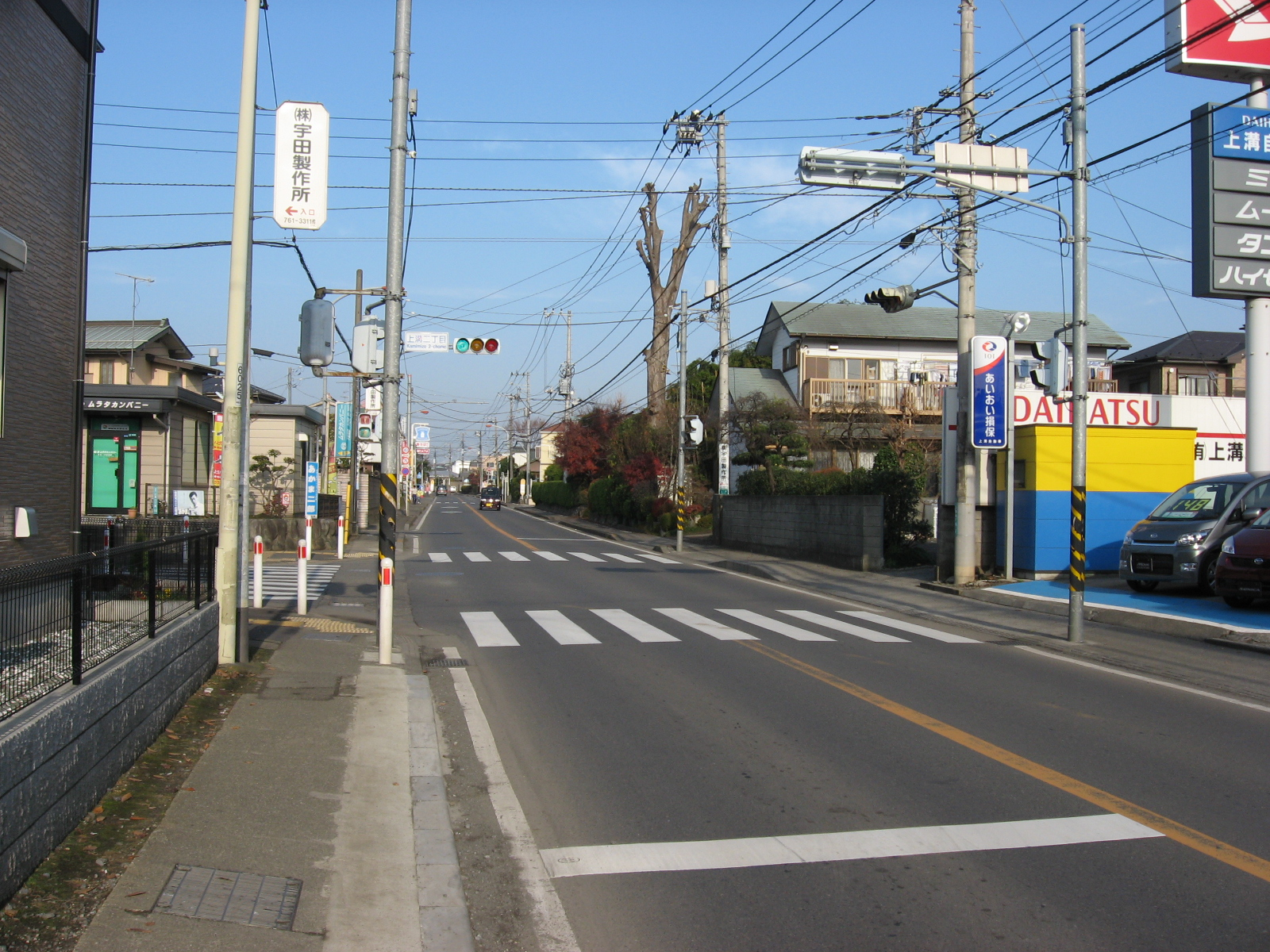
上溝二丁目交差点。手前が起点方面。
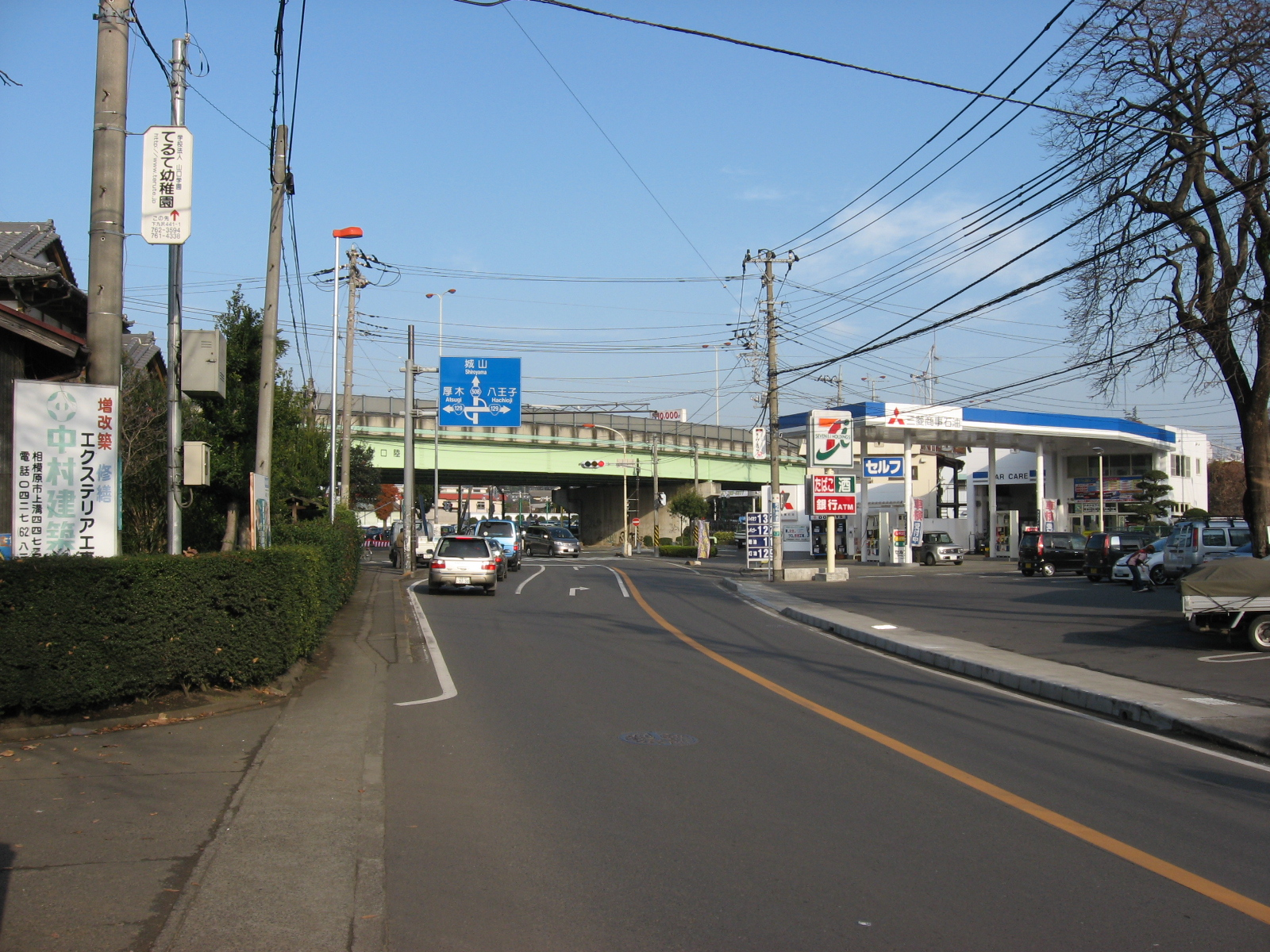
作の口交差点手前。手前が起点方面。
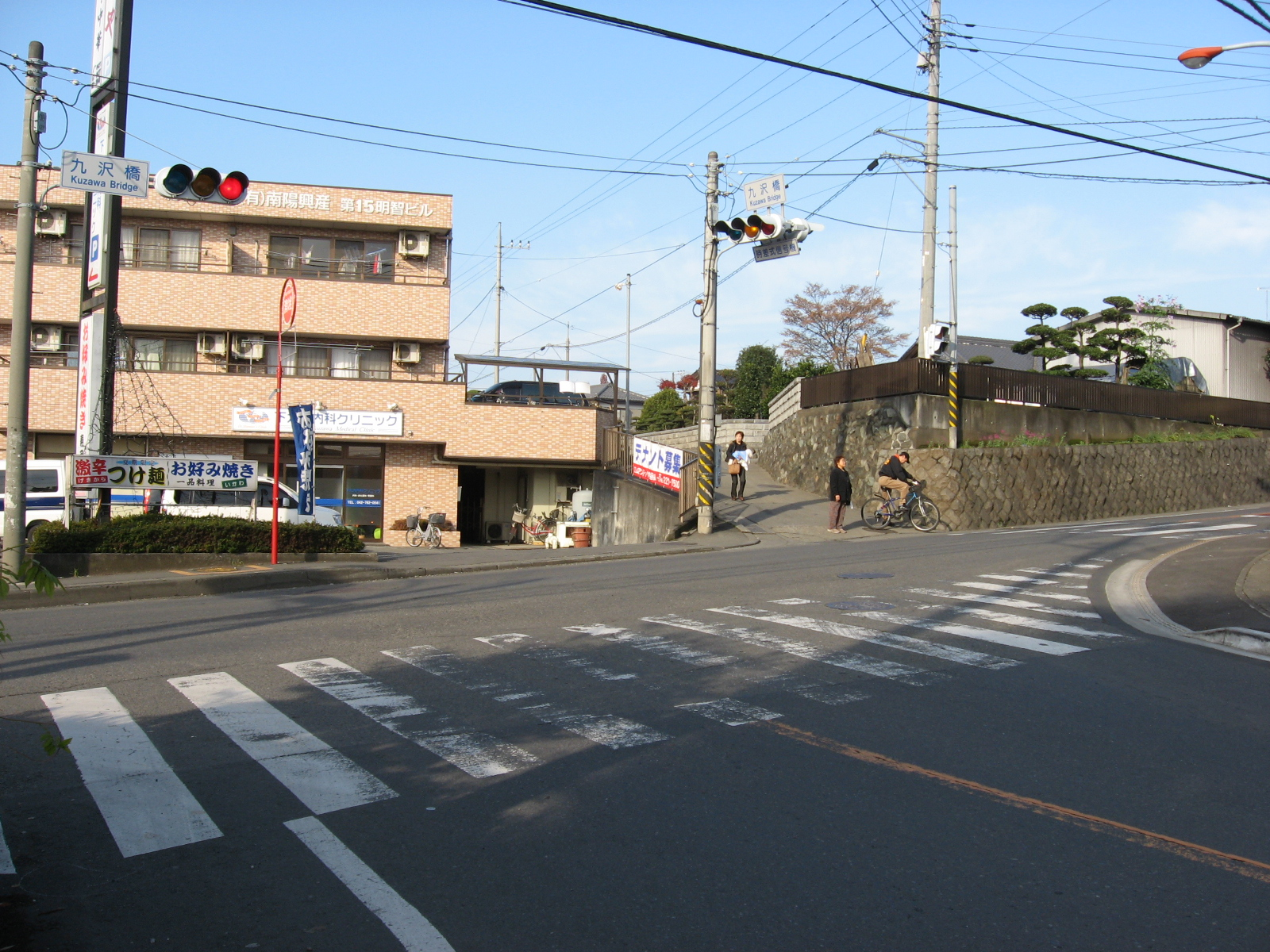
九沢橋交差点。手前が起点方面で、右が終点方面。ここから塚場交差点まで県道63号と重複する。
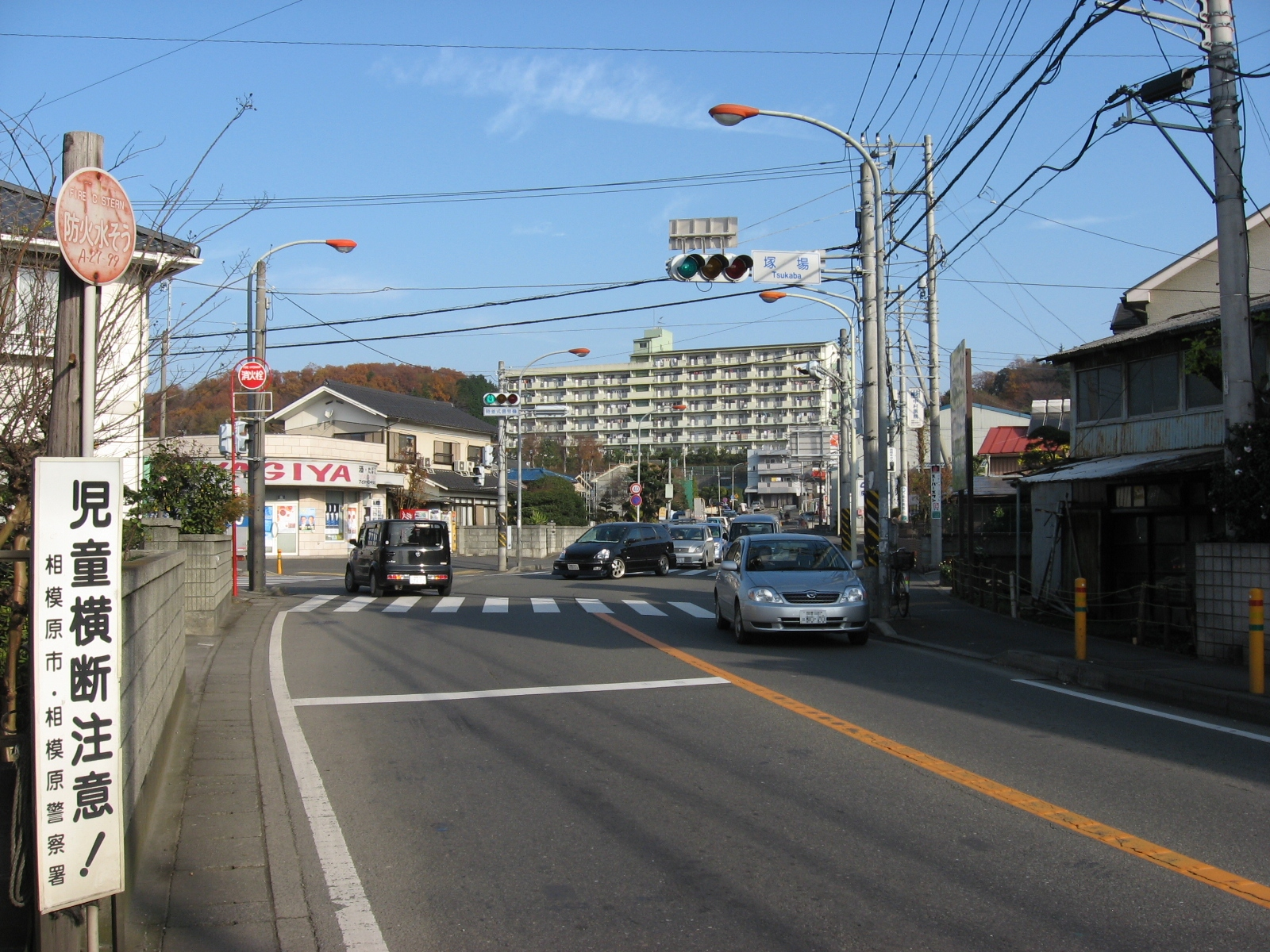
塚場交差点。手前が起点方面で左が終点方面。右は県道63号。
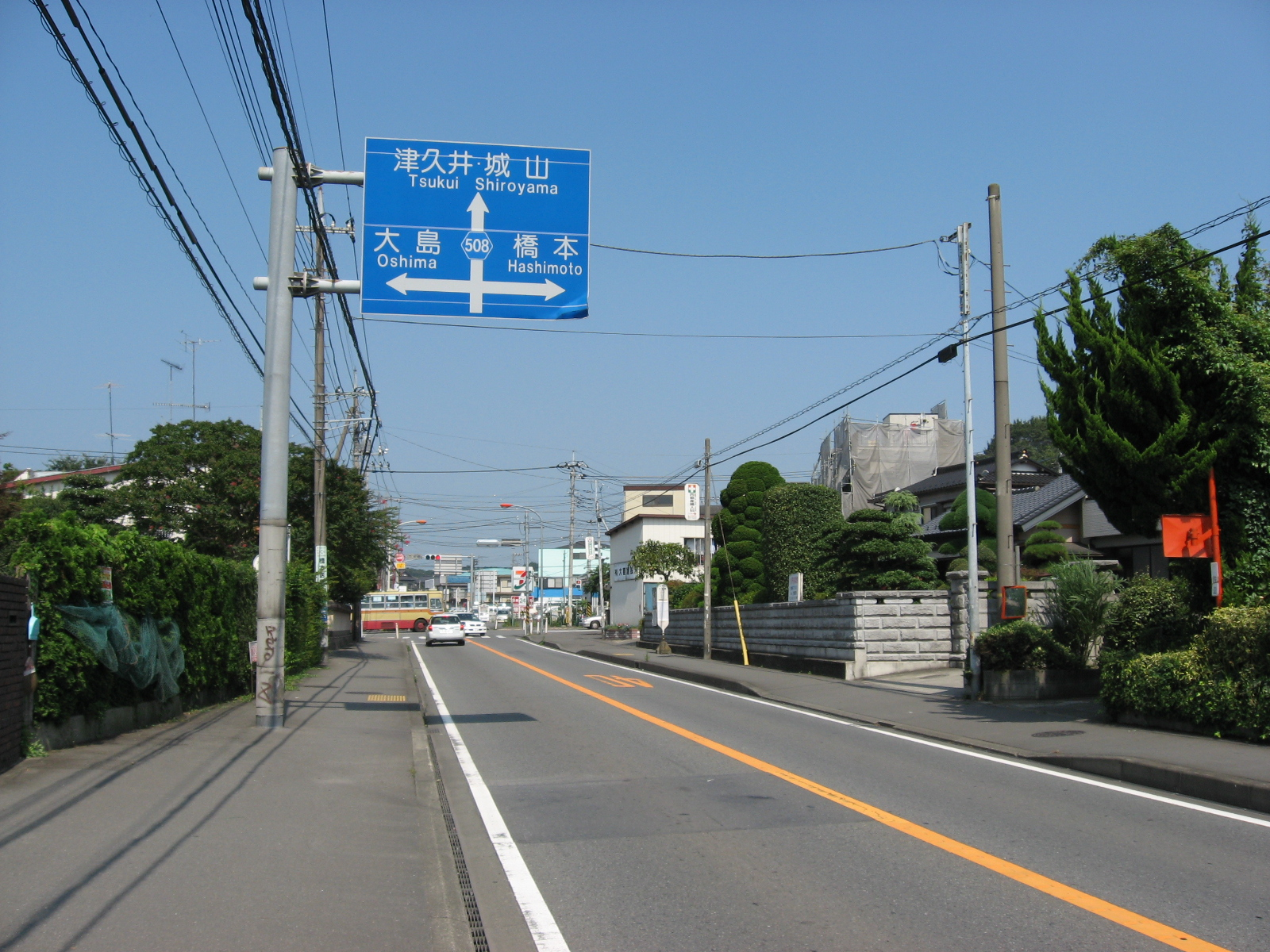
六地蔵交差点手前。手前が起点方面。
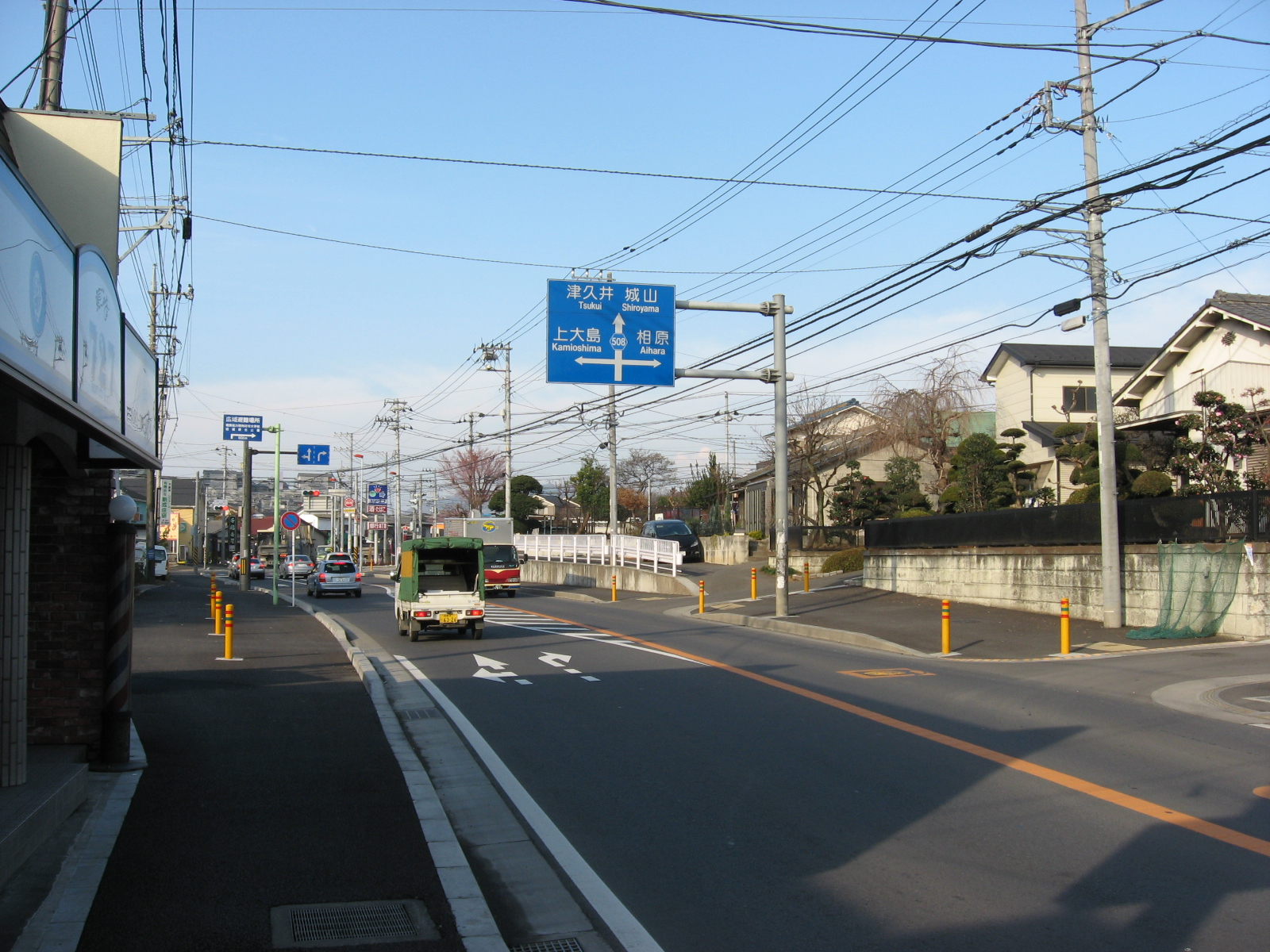
内出交差点手前。手前が起点方面。
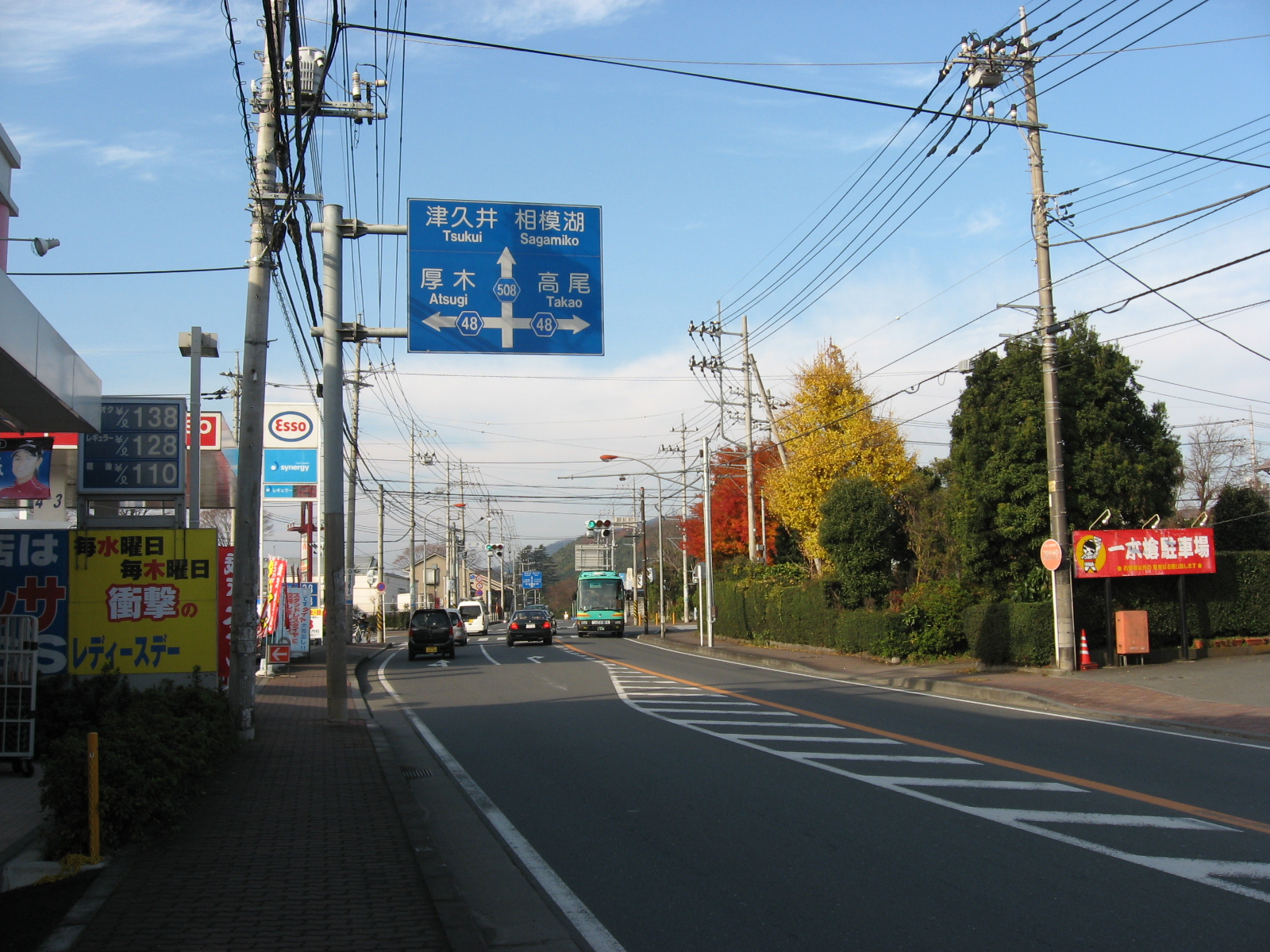
向原交差点手前。手前が起点方面。
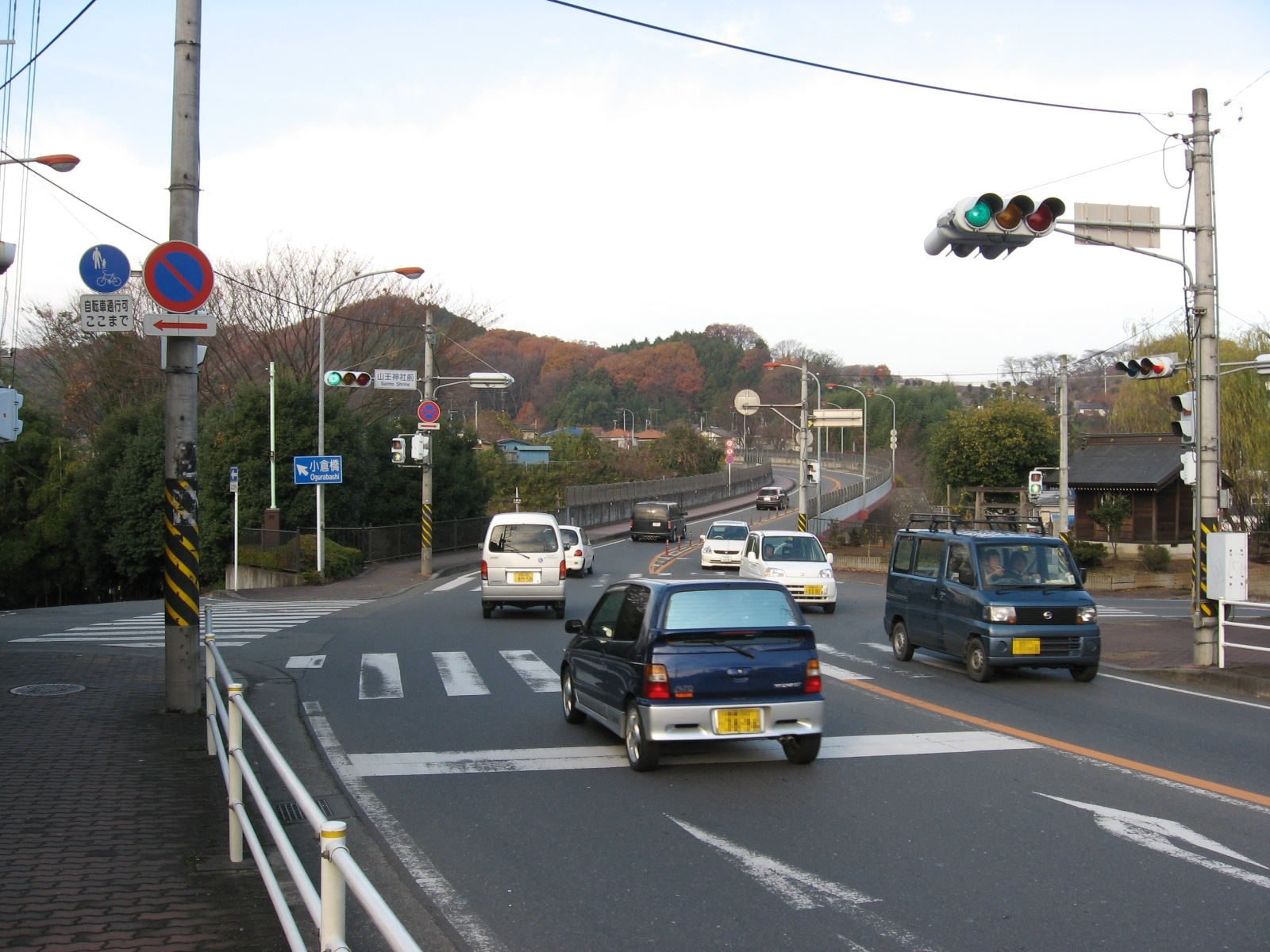
山王神社前交差点。中央の陸橋が終点方面で手前が起点方面。
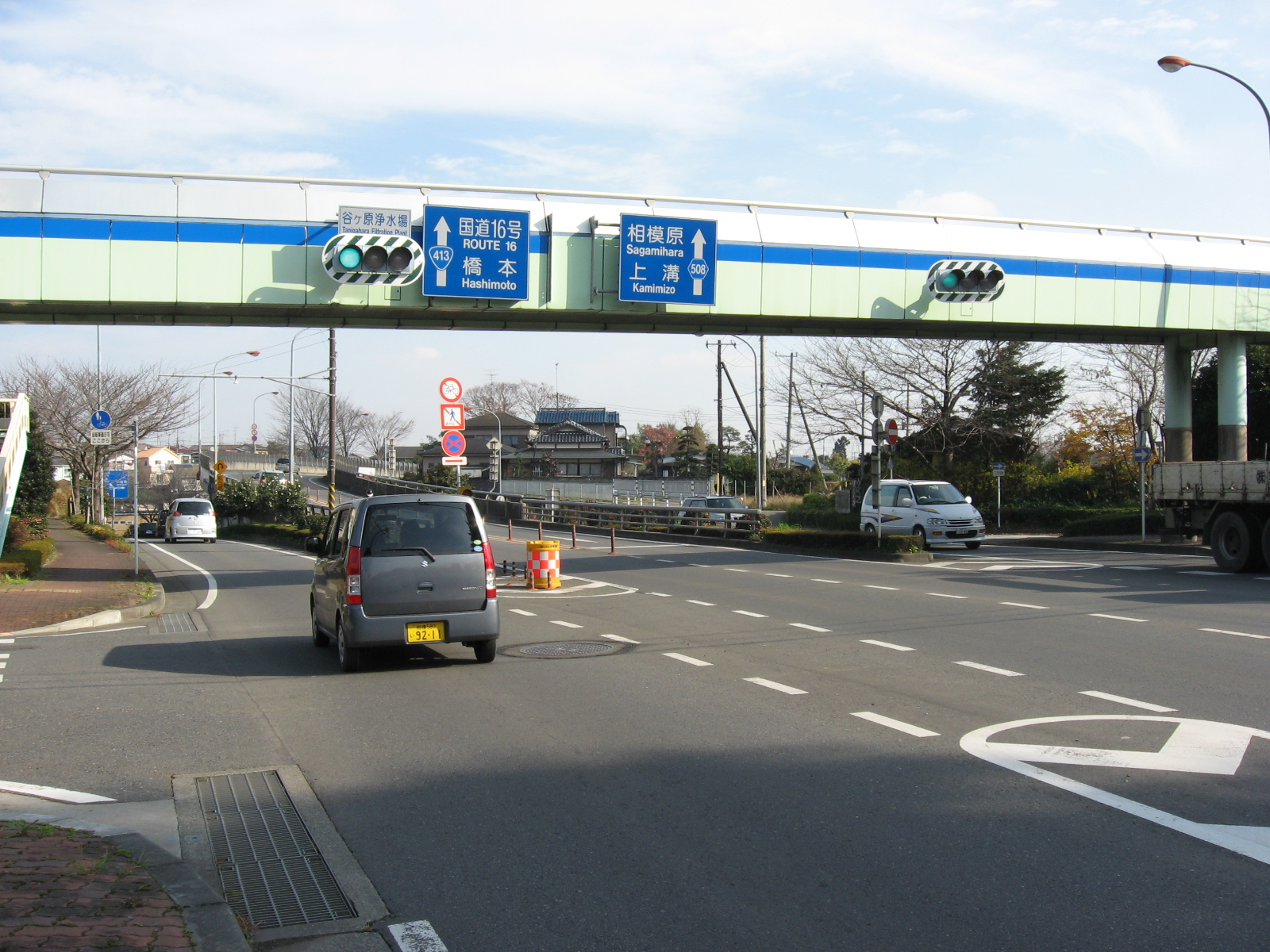
谷ケ原浄水場交差点（終点）。中央の陸橋が起点方面。